# محمد یوجاتلی
محمد یوجاتلی (انگلیسی: Mehmet Yozgatlı؛ زادهٔ ۹ ژانویهٔ ۱۹۷۹) بازیکن فوتبال اهل ترکیه است.
از باشگاه‌هایی که در آن بازی کرده‌است می‌توان به باشگاه فوتبال بشیکتاش، باشگاه فوتبال غازی عینتاب‌اسپور، باشگاه فوتبال گالاتاسرای، باشگاه فوتبال چای‌کار ریزه‌اسپور، باشگاه فوتبال آدانااسپور، باشگاه ورزشی استانبول‌اسپور، باشگاه ورزشی گنچلربیرلیغی، و باشگاه فوتبال فنرباغچه اشاره کرد.
وی همچنین در تیم‌های ملی فوتبال Turkey national under-19 football team، زیر ۲۱ سال ترکیه، و Turkey A2 national football team بازی کرده‌است.